# 刘永灼
刘永灼（1977年—），出生于福建泉州，毕业于华东师范大学及武汉科技大学。现任恒大集团副总裁、恒大新能源汽车集团总裁兼恒大新能源科技集团董事长，曾分管广州恒大淘宝足球俱乐部、恒大互联网金融集团等。广州恒大于2011年至2015年连续五年获得中国足球超级联赛冠军，2013、2015年获亚洲冠军联赛冠军。
2024年1月8日，刘永灼因涉嫌违法犯罪，被依法刑事拘留。